# Avantgardní hudba
Avantgardní hudba je termín používaný k charakterizování hudby, která předběhla svou dobu nebo obsahuje inovativní prvky. Podobné žánry jsou například experimentální hudba a free jazz. Mezi avantgardní hudebníky patří například John Zorn nebo Lou Reed.